# Liste der Monuments historiques in Champagne-sur-Oise
Die Liste der Monuments historiques in Champagne-sur-Oise führt die Monuments historiques in der französischen Gemeinde Champagne-sur-Oise auf.

## Liste der Bauwerke
| Bezeichnung                       | Beschreibung | Standort                          | Kennzeichnung | Schutzstatus | Datum | Bild           |
| --------------------------------- | ------------ | --------------------------------- | ------------- | ------------ | ----- | -------------- |
| Friedhofskreuz                    |              | Place du Général-de-Gaulle (Lage) | PA00080016    | Classé       | 1931  | weitere Bilder |
| Kirche Notre-Dame de l’Assomption |              | Place du général de Gaulle (Lage) | PA00080017    | Classé       | 1862  | weitere Bilder |
| Hôtel-Dieu                        |              | 26, rue des Martyrs (Lage)        | PA00080018    | Inscrit      | 1986  | weitere Bilder |

## Liste der Objekte
| Bezeichnung                                             | Beschreibung                                          | Standort                                        | Kennzeichnung | Schutzstatus | Datum | Bild           |
| ------------------------------------------------------- | ----------------------------------------------------- | ----------------------------------------------- | ------------- | ------------ | ----- | -------------- |
| Taufbecken                                              | Stein, Anfang des 16. Jahrhunderts                    | in der Kirche Notre-Dame de l’Assomption (Lage) | PM95000127    | Classé       | 1980  | weitere Bilder |
| Skulptur Saint François d'Assise recevant les stigmates | Stein, 16. Jahrhundert                                | in der Kirche Notre-Dame de l’Assomption (Lage) | PM95001399    | Inscrit      | 1987  |                |
| Skulptur Madonna mit Kind                               | Stein, 14. Jahrhundert                                | in der Kirche Notre-Dame de l’Assomption (Lage) | PM95000128    | Classé       | 1908  |                |
| Skulptur Madonna mit Kind                               | Eichenholz, bemalt; erste Hälfte des 17. Jahrhunderts | in der Kirche Notre-Dame de l’Assomption (Lage) | PM95000130    | Classé       | 1965  |                |
| Konsole im Stil Louis-seize                             | Holz, zweite Hälfte des 18. Jahrhunderts              | in der Kirche Notre-Dame de l’Assomption (Lage) | PM95000129    | Classé       | 1912  |                |
| Retabel des Hauptaltars                                 | Holz, bemalt, 17. Jahrhundert                         | in der Kirche Notre-Dame de l’Assomption (Lage) | PM95000131    | Classé       | 1965  | weitere Bilder |
| Baiser de paix                                          | Silber, 16. Jahrhundert                               | in der Kirche Notre-Dame de l’Assomption (Lage) | PM95000777    | Classé       | 1899  |                |